# Dayton (Oregon)
Pour les articles homonymes, voir Dayton.
Dayton est une municipalité américaine située dans le comté de Yamhill en Oregon.
Lors du recensement de 2010, sa population est de 2 534 habitants. La municipalité s'étend sur 0,84 mille carré (2,18 km2).
Dayton est fondée en 1848 par Joel Palmer, alors superintendant des affaires indiennes de l'Oregon. Elle devient une municipalité le 15 octobre 1880.